# مسیر ایرلندی
مسیر ایرلندی (انگلیسی: Route Irish) یک فیلم درام مهیج به کارگردانی کن لوچ است که در سال ۲۰۱۰ منتشر شد. داستان این فیلم در لیورپول می‌گذرد و بر عواقب تحمیل‌شده توسط پیمانکاران نظامی خصوصی پس از نبرد در جنگ عراق تمرکز دارد. عنوانِ فیلم از مسیر فرودگاه بغداد، مشهور به «مسیر ایرلندی» گرفته شده‌است. این فیلم محصول مشترک بریتانیا و فرانسه بود و برای رقابت در بخش اصلی جشنواره فیلم کن ۲۰۱۰ انتخاب شد. از بازیگران این فیلم می توان به جان بیشاپ، جف بل و نایوا نیمری اشاره کرد.
فیلیپ فرنچ، در آبزرور نوشت که در این فیلم چندین مضمون از فیلم‌های پیشین لوچ مشاهده می‌شود: جنایات مورد تأیید دولت، وحشی‌گری در جنگ، بهره‌کشی از طبقه فرودست و رفتار خشن با مردم محلی.
این فیلم نامزد دریافت جایزه ماگریت برای «بهترین فیلم خارجی» بود.